# كريس ماكليلان
كريس ماكليلان (بالإنجليزية: Chris McClellan)‏ (9 مايو 1981 بولدر الولايات المتحدة - ) هو لاعب كرة قدم أمريكي يلعب كحارس مرمى.